# Österplana socken
Österplana socken i Västergötland ingick i Kinne härad och området ingår sedan 1971 i Götene kommun och motsvarar från 2016 Österplana distrikt.
Socknens areal är 20,52 kvadratkilometer varav 20,50 land. År 2000 fanns här 930 invånare. Godset Hönsäter, tätorten Hällekis samt sockenkyrkan Österplana kyrka ligger i socknen.

## Administrativ historik
Socknen har medeltida ursprung.
Vid kommunreformen 1862 övergick socknens ansvar för de kyrkliga frågorna till Österplana församling och för de borgerliga frågorna bildades Österplana landskommun. Landskommunen uppgick 1952 i Kinnekulle landskommun som 1967 uppgick i Götene köping som 1971 ombildades till Götene kommun. Församlingen uppgick 2002 i Kinnekulle församling.
1 januari 2016 inrättades distriktet Österplana, med samma omfattning som församlingen hade 1999/2000.  
Socknen har tillhört län, fögderier, tingslag och domsagor enligt vad som beskrivs i artikeln Kinne härad. De indelta soldaterna tillhörde Skaraborgs regemente, Höjentorps kompani och Västgöta regemente, Vadsbo kompani.

## Geografi
Österplana socken ligger på nordöstra delen av Kinnekulle med Vänern i norr. Socknen består av odlingsbygd med skogsmark på krönet och en del alvarmarker.
I socknen ligger naturreservatet Österplana hed och vall.

## Fornlämningar
Sju hällkistor från stenåldern är funna. Från järn- och bronsåldern finns spridda gravar. Från järnåldern finns en fornborg.

## Namnet
Namnet skrevs 1397 Östrewplande och kommer från kyrkbyn. Namnets andra del är ortsnamnet Uplanda, som innehåller uppland, uppland; högt upp eller högre upp beläget land'.